# Josep Maria de Porcioles i Colomer
Josep Maria de Porcioles i Colomer (Amer, 15 de juliol de 1904 - Vilassar de Dalt, 3 de setembre de 1993) fou un jurista, notari i polític català. Fou l'alcalde de Barcelona que més temps ocupà aquest càrrec, durant el règim franquista.

## Biografia
Fill de Joan de Porcioles i Gispert, de Crespià, i Narcisa Colomer Gou de Torroella de Montgrí. Es doctorà en Dret a Barcelona. En la seva joventut fou simpatitzant de la Lliga Catalana. El juliol del 1936 abandonà Espanya i no retornà fins després de la Guerra. Durant el règim franquista fou director general de registres i del notariat i després president de la Diputació de Lleida. Fou jutge d'apel·lacions d'Andorra. El 1957 fou designat alcalde de Barcelona, càrrec que no abandonaria fins al 1973. Va aconseguir una carta municipal (1960) i demanà inversions estatals per tal d'evitar l'escanyament i el col·lapse del sistema urbà. Hom el va fer responsable de la desaparició de la Casa Trinxet de Barcelona, el 1965, "en plena època d'especulació urbanística", a mans de la constructora Núñez i Navarro, però aquesta ho nega.

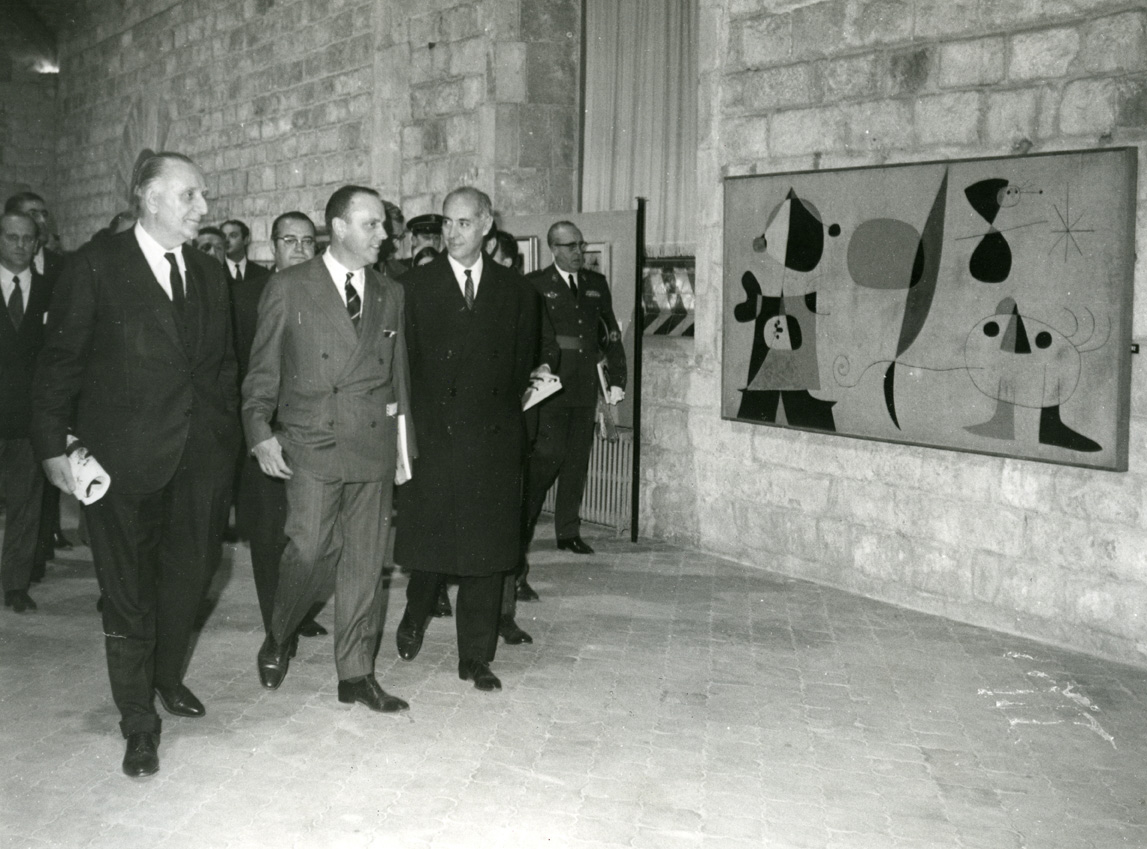
Josep Maria de Porcioles amb Manuel Fraga

L'Administració municipal de Porcioles fou en general poc coherent des d'un punt de vista pressupostari i polític. El seu mandant es caracteritzà per un desenvolupament urbà descontrolat i per una notable projecció de la ciutat com a seu de fires i congressos, però també per una escassa sensibilitat cap als problemes reals dels barcelonins. L'increment de les protestes ciutadanes i dels moviments veïnals als barris, especialment actius a partir de 1968, n'aconsellaren la destitució, el 1973.
L'any 1970 va proposar la realització d'una Exposició Universal a Barcelona el 1982, que no prosperà, per impulsar els projectes viaris com les rondes de Barcelona i els túnels del Tibidabo, que majoritàriament es reprendrien per als Jocs Olímpics de 1992.
El 1983, durant l'alcaldia de Pasqual Maragall, li fou concedida la medalla d'or de la ciutat de Barcelona. Entre els seus èxits, el mateix Porcioles s'ufanejava de la influència que havia tingut en aconseguir que s'aprovés la Compilació del dret civil especial de Catalunya el 1960.
L'any 1984, durant la festa major d'Amer i amb motiu del seu 80è aniversari, se li feu un acte d'homenatge on se'l declarà fill predilecte del poble i es penjà una placa commemorativa a la casa on va néixer el 1904.
Durant el seu funeral oficiat a Barcelona fou homenatjat, entre altres autoritats, pel llavors alcalde de Barcelona Pasqual Maragall com una figura catalanista, cosa que comportà diverses crítiques.

## Llegat

### Fons personal
El seu fons personal es conserva a l'Arxiu Nacional de Catalunya. El fons conté la documentació generada i rebuda per Josep Maria de Porcioles al llarg de la seva trajectòria. Destaca, especialment, la produïda en funció de la seva activitat professional com a jurista, relacionada amb la notaria de Balaguer, amb la Direcció General de Registres i Notariat, amb l'exercici com a jutge d'apel·lació d'Andorra i amb la notaria de Barcelona (inclou correspondència, estudis jurídics, discursos, etc.). Destaca també la documentació derivada de la seva activitat política, social i acadèmica relacionada amb la Diputació Provincial de Lleida, l'Institut d'Estudis Ilerdencs, l'Ajuntament de Barcelona, l'Acadèmia de Jurisprudència i Legislació i l'Acadèmia de Belles Arts de Sant Jordi (la correspondència, les memòries, els dossiers temàtics, els reculls de premsa, els discursos, etc. són les tipologies documentals més interessants d'aquest apartat). Cal assenyalar l'interès de la correspondència rebuda procedent de nombroses entitats socials i culturals així com la procedent de destacades personalitats de l'àmbit polític i cultural del moment. I finalment, l'obra creativa, la documentació personal i familiar, els escrits sobre el productor del fons, i la biblioteca i hemeroteca que conserva el fons constituïda per una col·lecció de monografies sobre Barcelona, a més de diverses obres de caràcter jurídic.

### Abecedari Porcioles
El 28 de setembre de 2004 TV3 va emetre el documental Abecedari Porcioles, sobre l'exalcalde franquista de Barcelona, obra dels periodistes Dolors Genovès i Ramon Millà. El documental inclou les diverses reflexions que s'han fet durant tres dècades i, alhora, planteja una mirada més distant sobre la figura i l'obra de l'alcalde.